# Joachim von Tresckow
Pour les articles homonymes, voir Tresckow.
Joachim Adam Otto von Tresckow (20 juin 1894 à Dantzig-Langfuhr — 3 novembre 1958 à Bückeburg) est un Generalleutnant allemand au sein de la Heer dans la Wehrmacht pendant la Seconde Guerre mondiale.
Il a été récipiendaire de la Croix de chevalier de la Croix de fer. Cette décoration est attribuée en reconnaissance d'un acte d'une extrême bravoure ou d'un succès de commandement important du point de vue militaire.

## Biographie
Après sa formation de cadet, Joachim von Tresckow (de) s'engage dans l'armée prussienne le 9 avril 1912 avec le grade d'enseigne. Fils d'un officier actif, il rejoint alors le 73e régiment de fusiliers.

## Décorations
- Croix de fer (1914)
  - 2e Classe
  - 1re Classe
- Insigne des blessés (1914)
  - en Noir
  - en Argent
- Croix hanséatique de Hambourg
- Croix d'honneur
- Agrafe de la Croix de fer (1939)
  - 2e Classe
  - 1re Classe
- Médaille du Front de l'Est
- Croix allemande en Or (15 décembre 1941)
- Croix de chevalier de la Croix de fer
  - Croix de chevalier le 19 septembre 1944 en tant que Generalleutnant et commandant de la 18. Luftwaffen-Feld-Division[1]